# 日産・ノート E12
E12型ノート（NOTE E12）は、日産自動車が2012年（平成24年）から2020年（令和2年）まで製造していたコンパクトカークラスのハッチバック型乗用車である。

## 概要
2012年（平成24年）9月3日、初代E11型ノートの後継車として発売された。生産終了となったティーダの後継としての役割も担う。同月21日には日本仕様ほぼそのままに、香港市場での販売も開始された。日本・香港市場以外には、初代ノートが販売されていた欧州市場および初代ヴァーサ（ティーダの北米名）が販売されていたアメリカ市場にそれぞれ初代ノート、ヴァーサの後継車として投入される。欧州市場には2013年秋に投入され、北米および南米市場にはデザインが一部変更されて2013年6月に「ヴァーサノート」として投入された。
先代のノートおよびティーダは他のBプラットフォーム採用車とともに追浜工場で製造されていたが、E12型へのモデルチェンジとともに製造工場は日産自動車九州に移管された。E12型ノートと同じVプラットフォームを採用しているK13型マーチやN17型ラティオの日本仕様車はタイで製造されており、E12型ノートも日本国外で製造することが検討されたが、日本の"ものづくり"の弱体化を危惧し、九州工場で製造されることが決定された。九州という立地を生かし、中国やタイなど日本国外からの輸入部品を40 - 45 %程度とし、九州地域の地場サプライヤーから調達される部品と合計すると全部品の約85 %に達する。なお、2016年（平成28年）11月に追加された「e-POWER」を含め、同年9月に生産が追浜工場に再び移管されている。その理由として、日産自動車九州の稼働率がエクストレイルやローグの好調でフルになっていること、そして、追浜工場の生産キャパシティに余裕があったことが挙げられる。欧州仕様車については2013年夏から英国日産自動車製造サンダーランド工場でも生産が開始される予定であるほか、北米仕様車はメキシコ日産アグアスカリエンテス工場で生産される。2017年からタイで販売が開始され、タイ日産サムットプラーカーン県で生産される。

## メカニズム

### パワートレイン
日本仕様車および欧州仕様車のガソリンエンジンは、先代モデルから排気量が減らされ、気筒数も4気筒から3気筒となっている。搭載されるエンジンは1.2L直3のHR12DE型と、同じく1.2L直3のエンジンをスーパーチャージャーで過給するダウンサイジング過給器付きエンジンであるHR12DDR型の2種類が用意される。HR12DDR型はHR12DE型をベースとしつつも、直噴化され、ミラーサイクルでもあるため、HR12DE型エンジン搭載車よりも燃費性能が向上している。同時にイートン製スーパーチャージャーが装備され、電磁クラッチを用いて適宜過給することでミラーサイクル化によるトルク不足を補い、HR12DE型を上回る出力・トルクを実現している。HR12DDR型エンジンは欧州仕様のK13型マイクラに搭載されており、採用はノートで2車種目となるが、マイクラとは異なり、日本仕様のノートのスーパーチャージャーモデルはNAエンジン同様レギュラーガソリン仕様となる。トランスミッションは日本仕様車では全車にジヤトコ製のJF015E型副変速機付CVTが組み合わせられ、欧州仕様車にはMTも用意される。
また、欧州仕様車にはガソリンエンジンの他に、ルノー=日産アライアンスが新開発したK9K dCi 直列4気筒 1.5Lのターボディーゼルエンジンも用意される。北米仕様車には改良型の1.6L 直4 HR16DE型ガソリンエンジンのみが用意され、副変速機付きCVTおよび5速MTが組み合わせられる。
走行モードは、通常モードのほか、登降坂走行向けのスポーツモードがあり、CVTのセレクトレバー側部にスイッチが存在する。HR12DDR型エンジン搭載車には加えてECOモードスイッチがセレクトレバー後部に装備されている。ECOモードはスーパーチャージャーの過給を極力抑えた燃費性能重視の走行モードである。
燃費性能は、HR12DDR型エンジン搭載車は「平成27年度燃費基準+20%」を、HR12DE型エンジンを搭載するFF車は「平成27年度燃費基準+10%」をそれぞれ達成し、「S DIG-S」についてはJC08モード燃費25.2km/Lを達成して排気量1.0L以上のハイブリッドカーを除くガソリン登録車でトップの燃費性能となった。燃費性能向上のため、4WD車を除いた全車にアイドリングストップ機構が採用されている。
2015年（平成27年）7月のマイナーチェンジでHR12DDR型エンジン搭載車は、ブレーキを踏んで車速が約8 km/hになるとアイドリングストップが作動する「停車前アイドリングストップ」に改良され、エンジン停止時間を延長したことでJC08モード燃費を向上、「平成32年度燃費基準+20%」を達成し、また、HR12DE型エンジンを搭載した2WD車もエンジンやトランスミッションのチューニングの最適化を図ったことで燃費を向上、「平成32年度燃費基準」を達成した。
2016年（平成28年）11月には、HR12DE型エンジンを発電専用とし、リチウムイオンバッテリーとEM57型モーターを組み合わせ、モーターのみで駆動するシリーズ方式のハイブリッドシステムを採用した新型パワートレイン「e-POWER」搭載車を追加した。既にトヨタの「THS」（動力分割方式）とホンダの「SPORT HYBRID i-DCD」（パラレル方式）が国産コンパクトカーに存在するため、e-POWERの誕生により同クラスにおいて3種類の主要なハイブリッドシステムが選べるようになった。
| e-POWERバッテリー搭載位置走行用は前席フロア下（左）補機用は工具類と共に荷室フロア下（右）   |  | e-POWERバッテリー搭載位置走行用は前席フロア下（左）補機用は工具類と共に荷室フロア下（右） |
| e-POWERバッテリー搭載位置 走行用は前席フロア下（左） 補機用は工具類と共に荷室フロア下（右） |  |                                                                                           |

e-POWERに搭載されるEM57型モーターは同社の電気自動車であるリーフと基本的に共通であり、コンポーネントの共用化によりコスト削減を実現している。発電用のHR12DE型エンジンは標準モデルに搭載されるものと型式は同じであるが、発電用に低回転域におけるトルクを重視した設計となっており、圧縮比は10.2から12.0に変更されている。発電用エンジンと駆動用モーターはエンジンルーム内に格納され、走行用電力を蓄えるパナソニック製リチウムイオンバッテリー（1.2kWh）は前席下に、補機用のバッテリーは荷室フロア下に搭載される。
E12型ノートは日産が展開するエンジン進化型エコカー「PURE DRIVE（ピュアドライブ）」の車種であるため、その証として、2WD車にはリア右下に「PURE DRIVE」エンブレム（HR12DDR型エンジン搭載車は「PURE DRIVE / DIG-S」エンブレム）が装着されている。2016年11月改良型では、2WD車において「PURE DRIVE」エンブレムが装着されなくなる代わりに、「e-POWER」搭載車は左右フロントドアの下側とバックドアの右側中央に専用エンブレムを装着している。

### ボディ・シャシ
先代ノートおよびティーダはBプラットフォームを採用していたが、軽量化のためプラットフォームが1クラス下のVプラットフォームに変更された。これにより、約70kgの軽量化に成功している。軽量化のため、パーキングブレーキも足踏み式からレバー式に変更された。また、同時に静的捩り剛性を約10%向上している。
サスペンションは先代ノートやティーダと同じくフロントがストラット式、リアがトーションビーム式で、板金部品は同じくVプラットフォームを採用するK13型マーチと共通である。車両の軽量化により、フロントサスペンションのストラットのアッパーマウントを3点締結から1点締結にすることが可能となり、アッパーマウントが51 %軽量化している。同時にフロントの横剛性が向上され、リアサスペンションでは安定性の向上が図られている。
日本仕様車に標準装備される新車装着時のタイヤはNISMO Sを除きすべてブリヂストン製の省燃費（低転がり抵抗）タイヤ「ECOPIA EP150」となる。タイヤサイズは「S DIG-S」を除いて185/70R14 88S、「S DIG-S」は185/65R15 88Hとなる。 また、「X」系グレードおよび「MEDALIST」にアルミホイールとともにオプションで設定される15インチタイヤは、乗り心地重視の、同じくブリヂストン製「B250」185/65R15 88Sである。
ニスモに標準装着されるタイヤは195/55R16のハイグリップタイヤとなっており、ニスモSは更に一回り大きい205/45R17が装着されている。
また、北米仕様車では185/65HR15タイヤが標準設定され、CVTモデルに省燃費タイヤが標準装着される。また、185/65HR15のオールシーズンタイヤもアルミホイールとセットでオプション設定される。
欧州仕様車は欧州の道路と使用速度域を想定して、ステアリング、サスペンション、シャシに独自のセッティングがなされており、日本仕様車と北米仕様車もセッティングは差別化されている。

## デザイン

### エクステリア
ボディサイドには「スカッシュライン」と名付けられたプレスラインが存在し、躍動感を表現している。リアコンビネーションランプはZ34型フェアレディZやジュークと同様にブーメラン型のものが採用されたが、ノートではブーメランの方向が前後逆とされており、独自性が表現されている。また、テールランプには空気を排出するスリットが設けられており、空気抵抗の低減が図られている。他に空気抵抗低減のため、Aピラー付け根を約100mm前進させてフロントウインドシールドの傾斜を緩めたほか、低燃費グレードの「S DIG-S」には加えてフロントグリル内にエアダムがあり、空力ホイールカバーが装着される。これらの工夫により、「S DIG-S」以外のCd値は0.30を達成、「S DIG-S」のCd値は0.29となる。発売前の2012年3月に開催されたサロン・アンテルナショナル・ド・ロトにはプレビューモデルとして、コンセプトカー「インビテーション」が出展された。
日本・北米・欧州仕様のいずれも基本的なデザインは同一であるが、フロントグリルのデザインは異なり、日本仕様車・北米仕様車が横桟のフロントグリルを採用しているのに対し、欧州仕様車にはインビテーションと同様にメッシュタイプのフロントグリルが装備される。日本仕様車は2014年10月のマイナーチェンジで「S DIG-S」とX系グレードが欧州仕様車と同じメッシュタイプに変更された。
2016年（平成28年）11月のマイナーチェンジで、フロントにVモーショングリルを採用し、ヘッドランプとバンパーをデザイン変更。リアコンビネーションランプにはブーメランシグネチャーを採用した。「e-POWER」搭載車はVモーショングリルにブルーのラインを配して差別化している。
ボディサイズは先代ノート比で、全長80mm、全幅5mm増、全高は空気抵抗低減のため10mm低くなっている。C11型ティーダ比では全長150mm減、全幅は同一、全高は10mm減となった。ホイールベースはE11型ノート、C11型ティーダいずれとも同一である。
ボディカラーは販売開始当初8色をラインナップしていたが、2013年（平成25年）10月のマイナーチェンジで「X」系グレードと「MEDALIST」に「シャイニングブルーパールメタリック」と「ナデシコピンクパールメタリック」の2色を追加して10色に拡大。2014年（平成26年）10月のマイナーチェンジで「X」系グレード・「MEDALIST」に設定されていた「オーロラモーヴマルチフレックスカラー（オプションカラー）」と入れ替えで「インペリアルアンバーパール（オプションカラー）」を追加した。
2015年（平成27年）7月のマイナーチェンジで「シャイニングブルーパールメタリック」と「インペリアルアンバーパール」の2色に、ルーフ・サイドミラー・アウトサイドドアハンドルを「ブリリアントホワイトパール3コートパール」に変更した2トーン仕様を設定（同年9月より生産開始）。同年11月の一部仕様向上でボディカラーの入替・追加を行い、赤系は「ラディアントレッドパールメタリック」から「バーニングレッド」に入れ替え、新たに「キャニオンブロンズパールメタリック」、「チタニウムカーキパールメタリック」、「フランボワーズレッド2コートパール」の3色のオプションカラーを追加したことで、13色に拡大した。
2016年（平成28年）11月のマイナーチェンジで、「e-POWER X」・「e-POWER MEDALIST」専用色として橙系の「プレミアムコロナオレンジパールメタリック（オプションカラー）」を追加したほか、「チタニウムカーキパールメタリック（オプションカラー）」・「バーニングレッド」・「フランボワーズレッド2コートパール」・「キャニオンブロンズパールメタリック（オプションカラー）」・「ビートニックゴールドメタリック（「MEDALIST」系専用色、オプションカラー）」の5色を廃止し、「ギャラクシーゴールドチタンメタリック」・「オリーブグリーンチタンメタリック」・「ガーネットレッドカラークリアパール（オプションカラー）」・「ホワイト」の4色を新たに設定。併せて、2トーン仕様も廃止した。なお、「e-POWER S」はボディカラーが「ブリリアントシルバーメタリック」・「ブリリアントホワイトパール3コートパール（オプションカラー）」・「ホワイト」の3色のみの設定となる。
2018年（平成30年）7月の仕様向上で、「X」系/「MEDALIST」系グレード専用のオプションカラーが入れ替わり、フルモデルチェンジ当初より設定されていた「ソニックブルーチタニウムパールメタリック」に替わり「サンライトイエローパール」が新たに設定された。

### インテリア
日本市場および北米・中南米市場においてはティーダの後継ともなるため、室内の広さが売りであったC11型ティーダにひけをとらない室内空間を確保し、かつ先代ノートの売りであった荷室空間も犠牲にしないことを目標に設計が行われた。結果、有効室内長は先代ノート比で145mm増、ティーダ比でも1mm増の1,837mmとなっている。また、後席ニールームは先代ノート比85mm増の643mmとし、これはティーダ比では7mmの減となる。アクセルペダル位置を先代ノート比で20mm前に出すことで、全長の拡大以上に室内空間を拡大しながら、荷室を先代ノート比でフロア長20mm減に抑え、容量も8L減の330Lとした。
2016年（平成28年）11月のマイナーチェンジで、ステアリングのデザインを変更し、下部をフラットにしたD型3本スポークステアリングとなり、「MEDALIST」にはメーカーオプションでフル合皮シートを採用した「プレミアムホワイトインテリア」が新たに設定された。
2017年（平成29年）9月の仕様変更で、e-POWER「MEDALIST」、「ブラックアロー」に「インテリジェント クルーズコントロール」、「インテリジェント LI（車線逸脱防止支援システム）」を標準装備した。

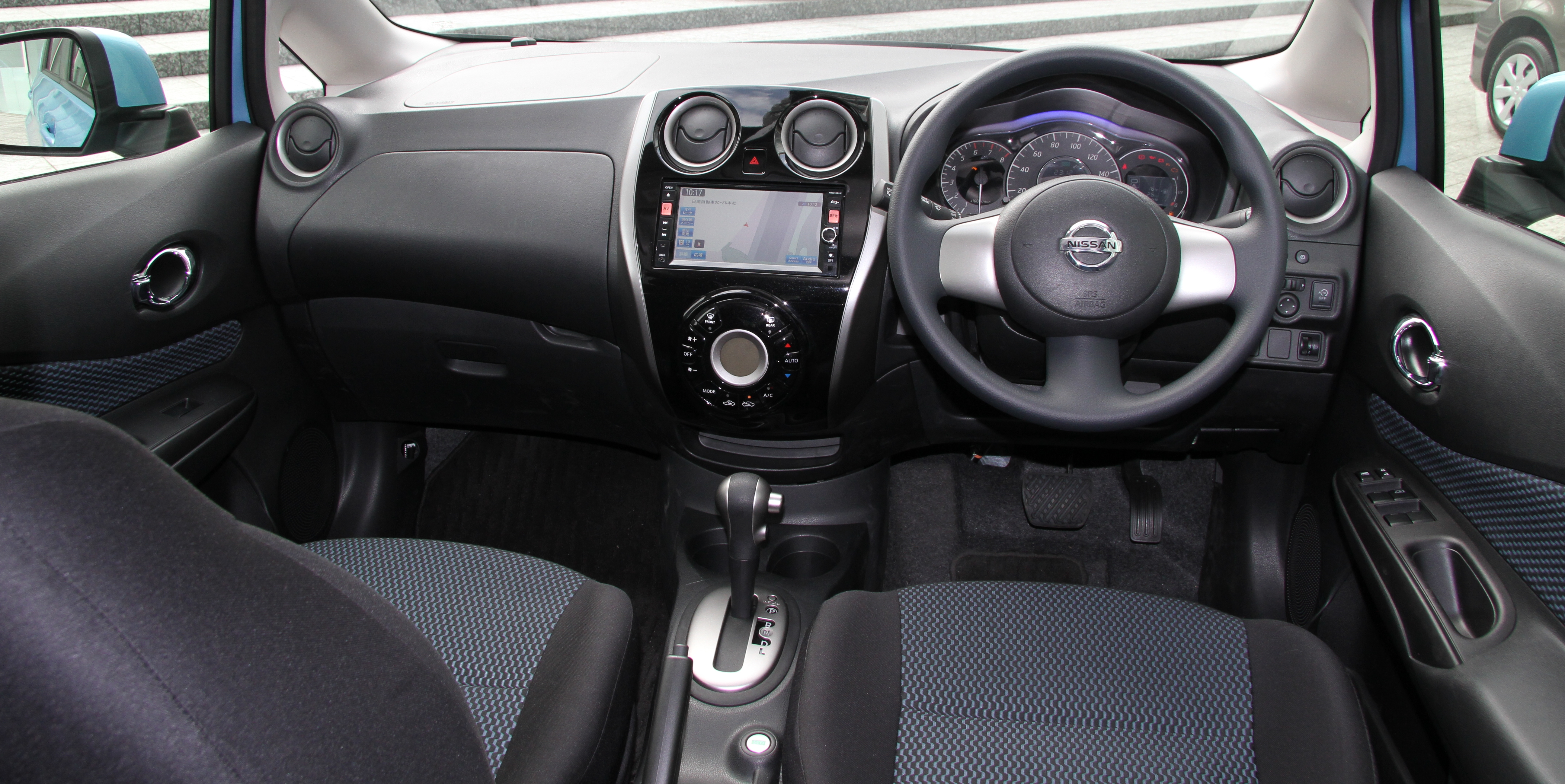
2012年9月販売型 X-DIG S インテリア （2012年9月 - 2013年12月）
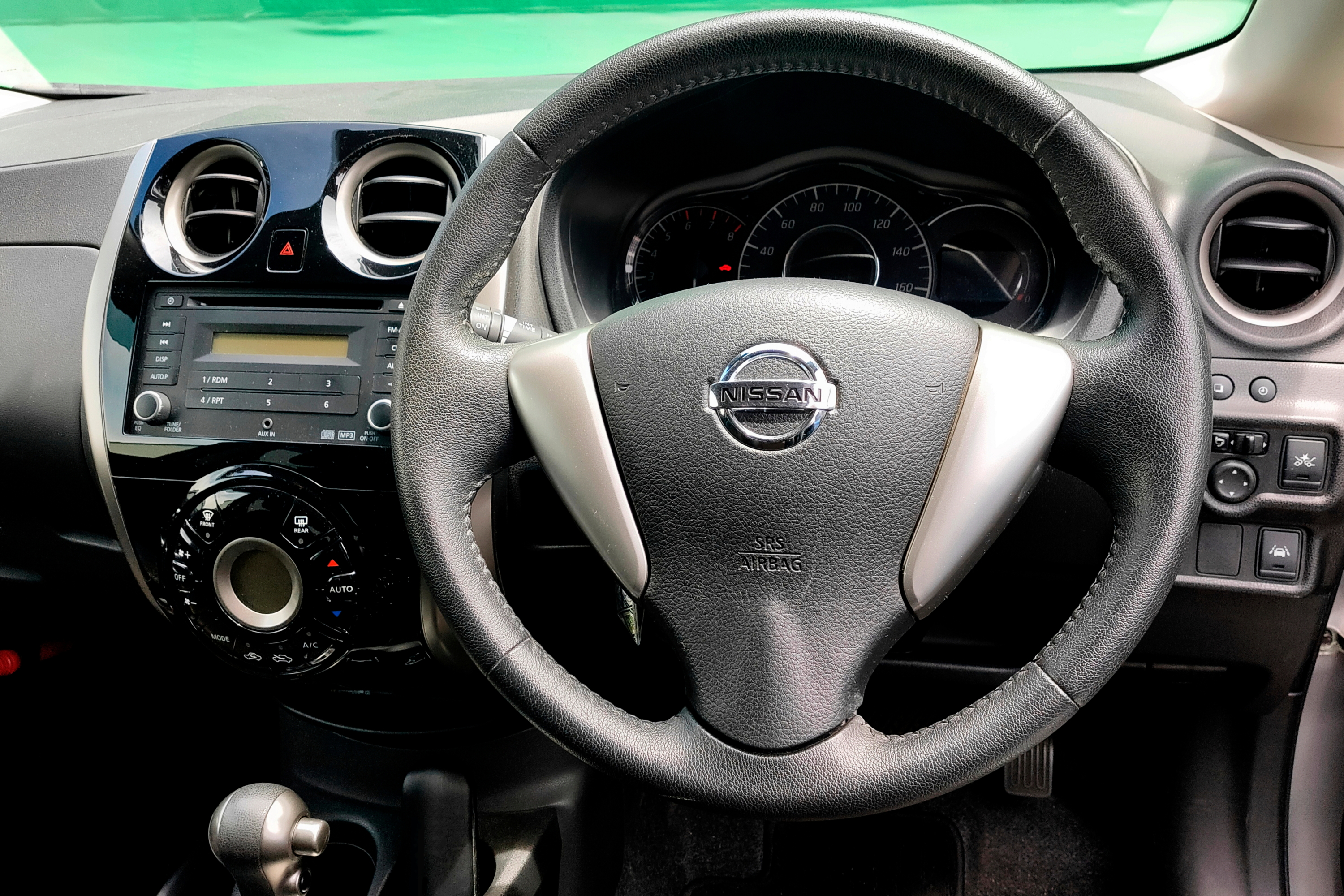
MEDALIST X インテリア（2015年7月 - 2016年10月）
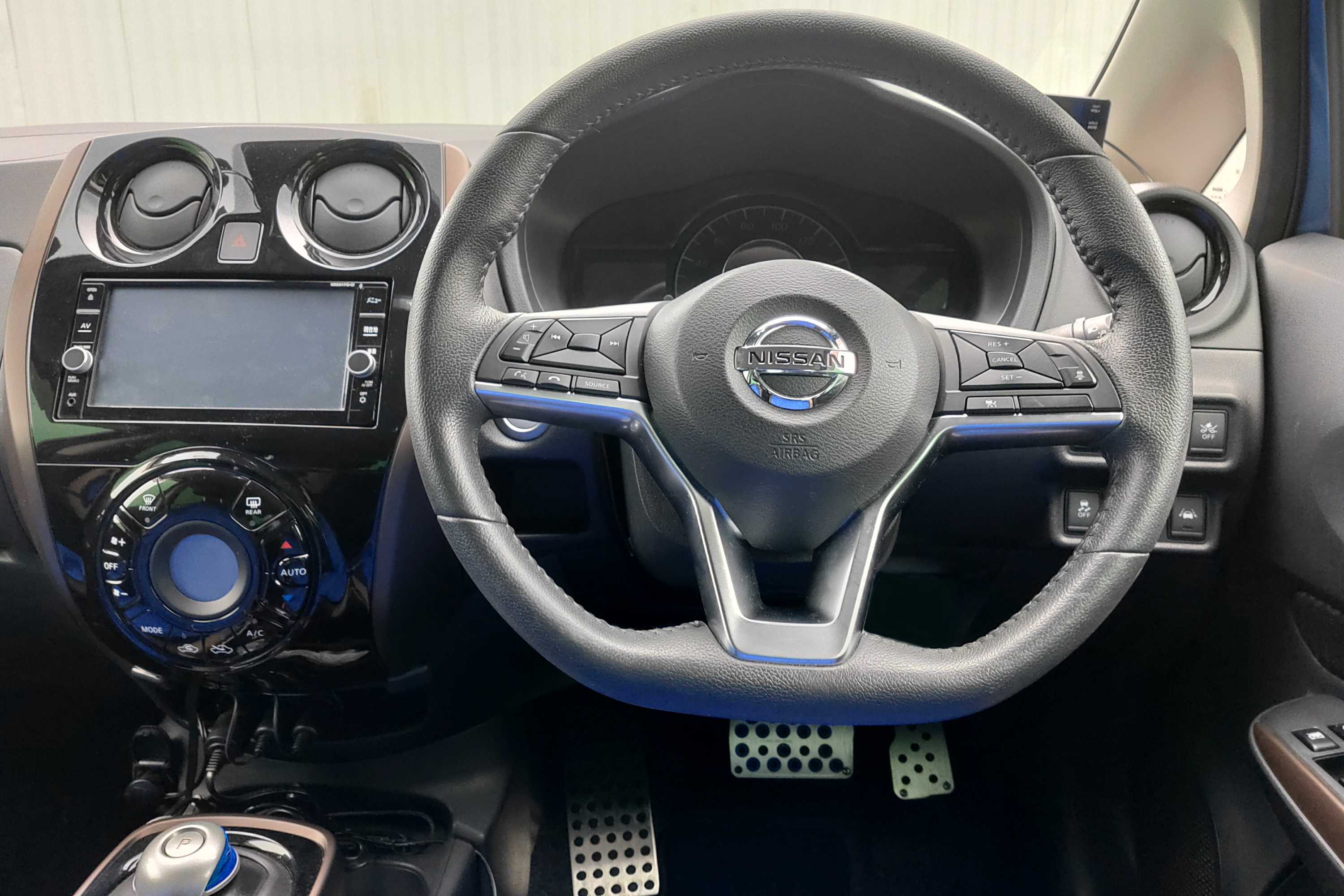
e-POWER MEDALIST インテリア（2017年9月 - 2020年11月）
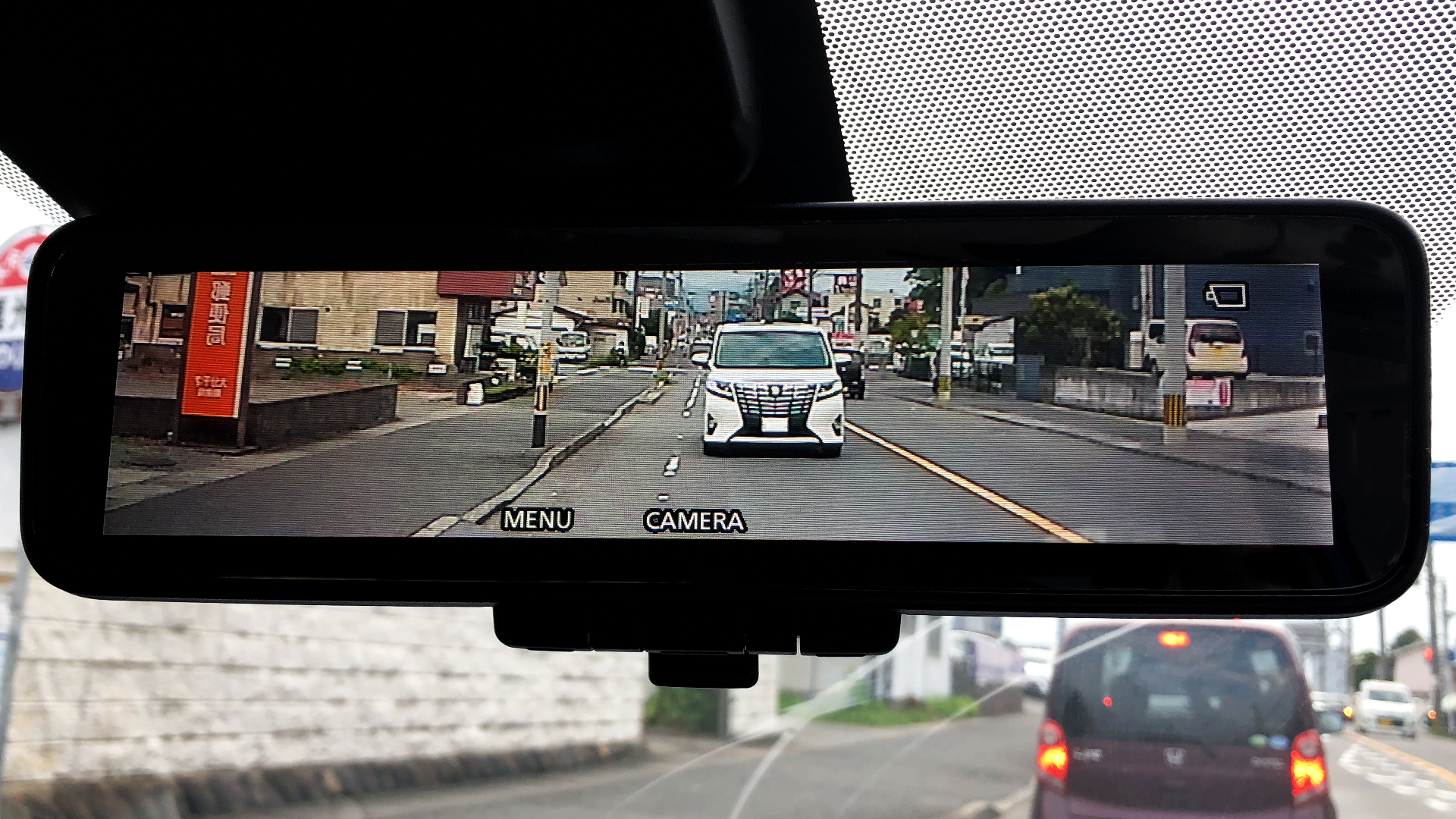
e-POWER MEDALIST インテリジェント ルームミラー
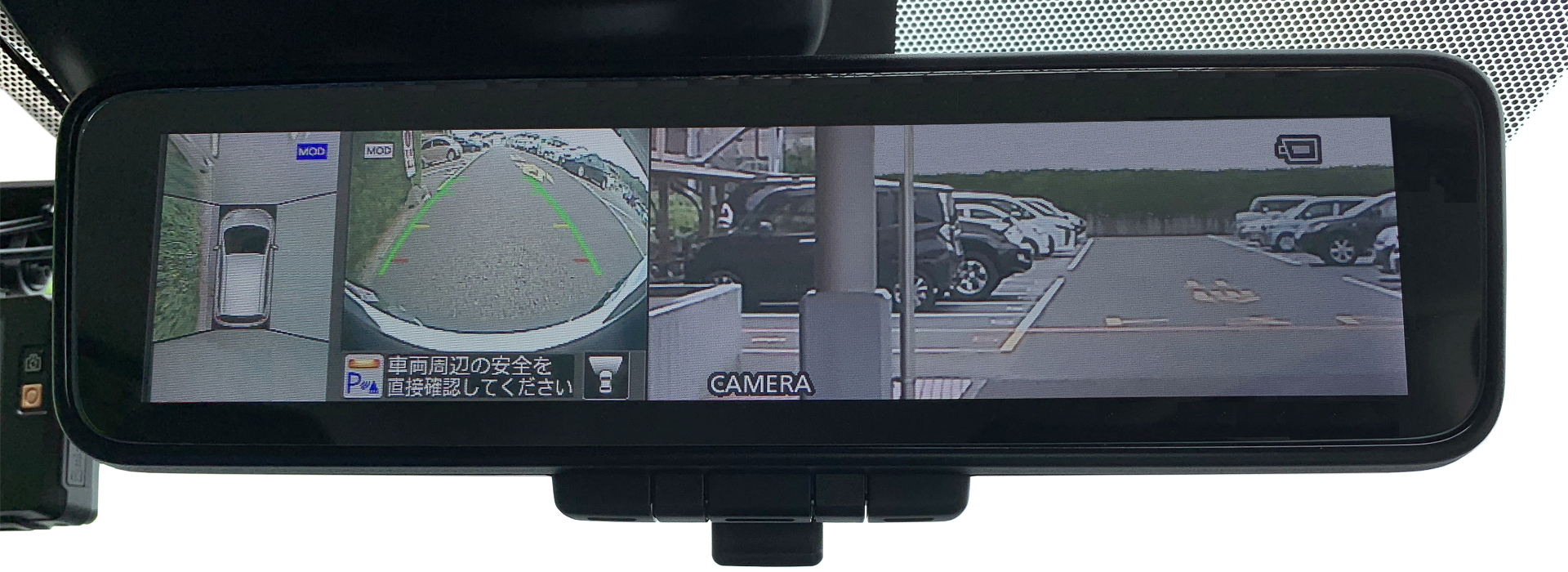
e-POWER MEDALIST アラウンドビューモニター

## ラインアップ

### 日本仕様車

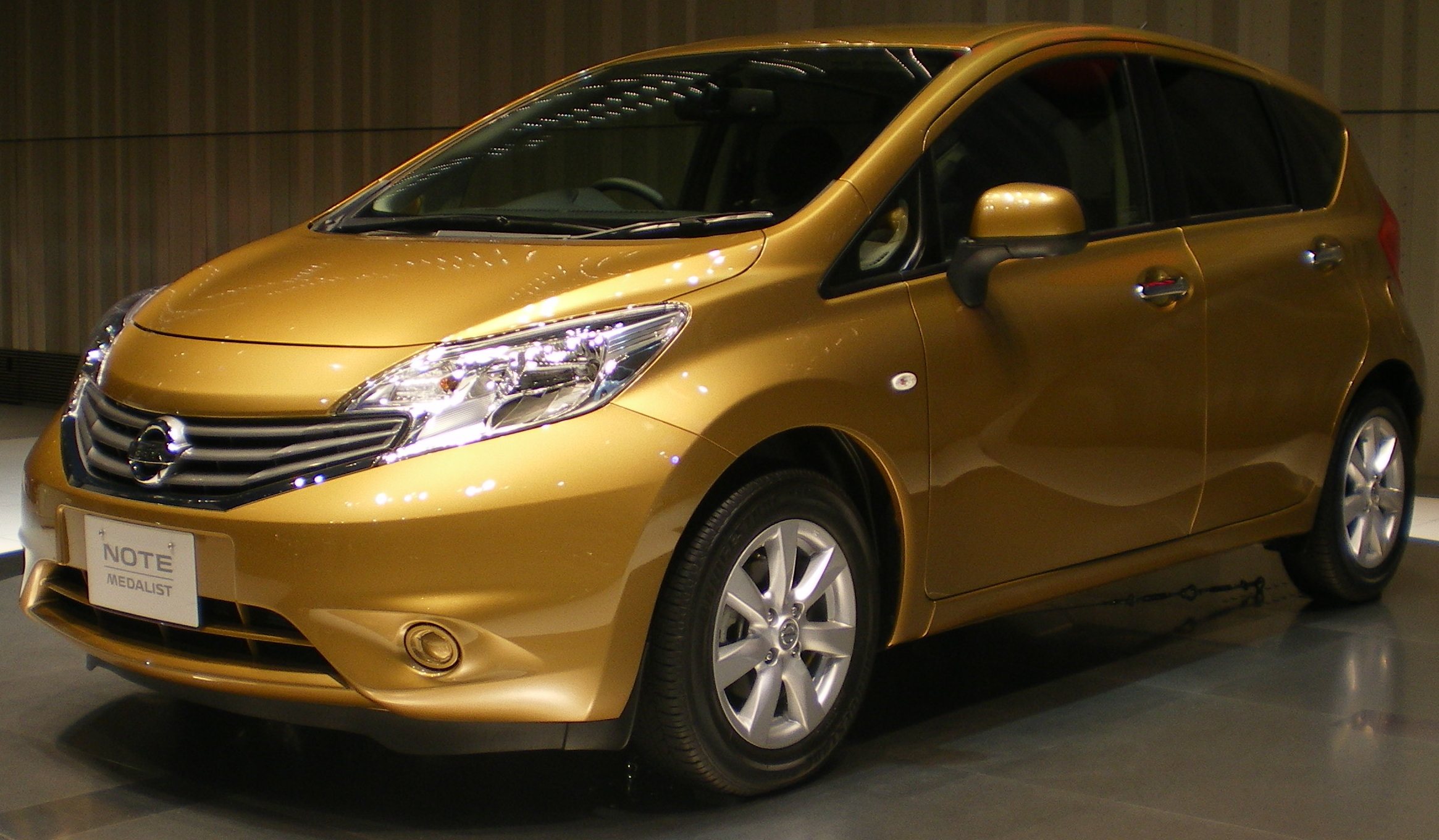
2012年9月販売型MEDALIST（2012年9月 - 2013年12月）

グレードは廉価モデルの「S」系（初期のみ）と普及モデルの「X」系、そして最上級モデルの「MEDALIST」、持ち込み改造車扱いの「NISMO S」が用意されている。
「X」にはインテリジェントキーやフロントスピーカー、6:4分割可倒式リアシートなどが「S」系に加えて装備され、「MEDALIST」では「X DIG-S」に加えオートライトやアラウンドビューモニターなどが標準装備され、メッキドアハンドルが装着される。
NISMO Sは専用の給排気チューンがされており、書き換えECUが標準で装備されるハイオク仕様のスポーツモデルとなっている。 
「S」系にはFFモデルのみが用意され、NAエンジンを搭載する「S」とSCエンジンを搭載する「S DIG-S」の2グレードが用意される。「X」系にはFFモデルとしてNAエンジン搭載の「X」およびSCエンジン搭載の「X DIG-S」が用意され、加えてNAエンジン搭載のモーターアシスト4WDモデルの「X FOUR」が用意される。なお、「MEDALIST」は1グレード構成でSCエンジン搭載のFF車のみが用意される。「S DIG-S」は低燃費モデルであり、専用の15インチエコタイヤやホイールカバーや専用エアダムが装備される。
最上級グレードの「MEDALIST」（メダリスト）は、ティーダのコンセプトを継承するモデルでもあり、ローレルの同名グレードから来ている。日本市場におけるティーダのかつての顧客に後継車であると分かりやすいよう設定された。なお、専用色として（「X DIG-S」に設定されているボディカラーに加えて）「ビートニックゴールドメタリック（オプションカラー）」が設定される。
2013年（平成25年）7月には特別仕様車「エアロスタイル」が発売された。これは、「X」「X DIG-S」「X FOUR」をベースに、フロントグリルをピアノ調の専用デザインに、15インチアルミホイールをダークメタリック塗装にそれぞれ変更するとともに、プロテクター（フロント・サイドシル・リアアンダー）、フォグランプ、本革巻3本スポークステアリングが装備されたモデルである（オーテックジャパン扱い）。
2015年（平成27年）11月には特別仕様車「ブランナチュール インテリア」が発売された。これは、「X」「X DIG-S」「X FOUR」をベースに、ブラウンとアイボリーの合皮コンビシートを採用するとともに、シートセンターとドアトリムにベージュのジャガード織物を採用。さらに、専用クラスターフィニッシャー、本革巻3本スポークステアリング、メッキアウトサイドドアハンドルなども装備した。
2016年（平成28年）5月には特別仕様車「Vセレクション+Safety II」が発売された。これは、2014年（平成26年）10月のマイナーチェンジと同時に発売された「Vセレクション+Safety」のバージョンアップ仕様で、今回は「MEDALIST」は非装備・その他のベースグレードはメーカーセットオプション設定となっている踏み間違い衝突防止アシスト、アラウンドビューモニター（MDO(移動物検知)機能付）、ディスプレイ付自動防眩式ルームミラー、フロント&バックソナーを特別装備して安全性を強化したほか、ベース車に標準装備されている「MEDALIST Vセレクション+Safety II」を除く全グレードにはLEDヘッドランプと日産オリジナルナビ取付パッケージを、「X Vセレクション+Safety II」と「X DIG-S Vセレクション+Safery II」には通常はメーカーセットオプション設定となっているヒーター付ドアミラーをそれぞれ特別装備した。グレード体系も、「Vセレクション+Safety」にラインナップされていたX系グレードに加え、「MEDALIST」系グレードにも新たにラインナップした。

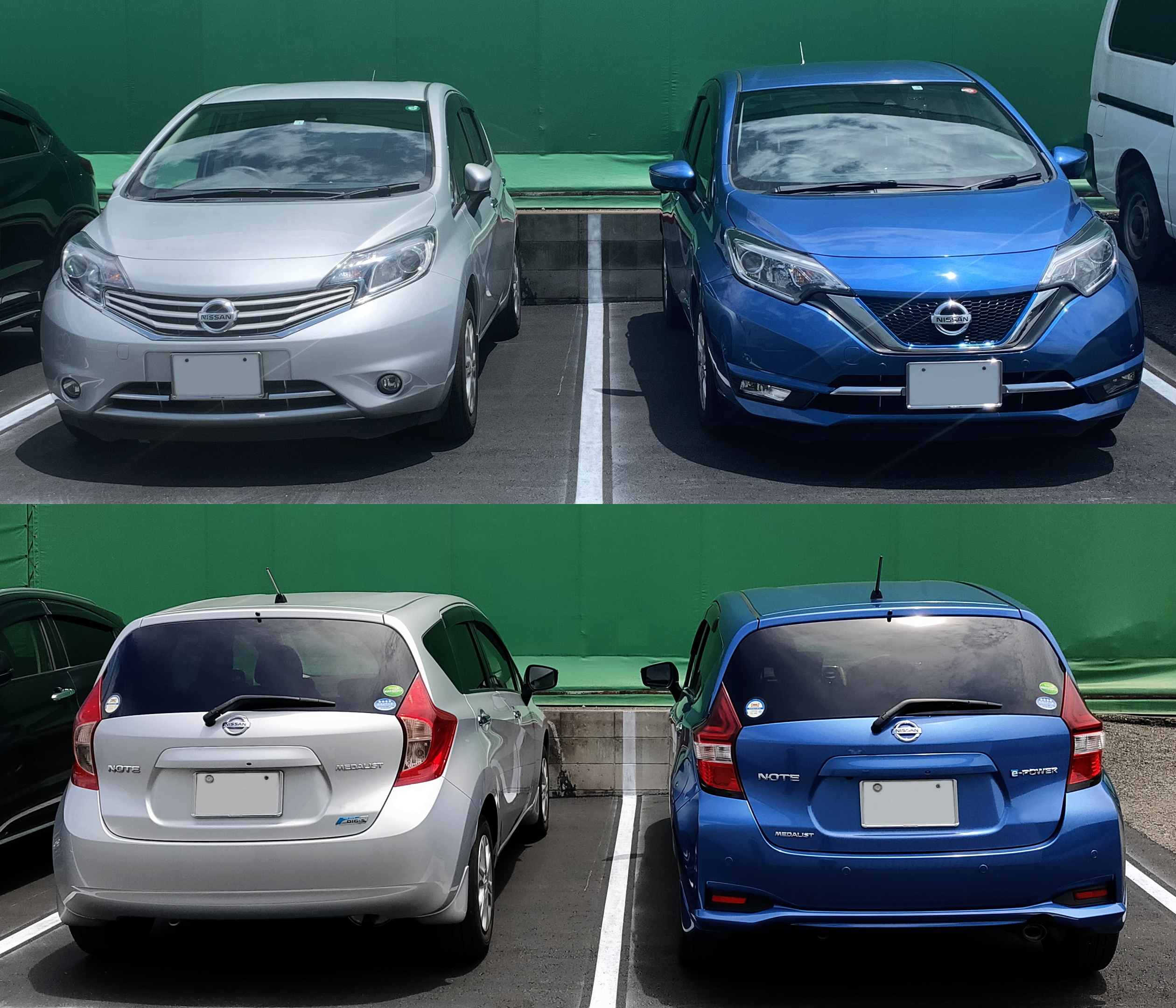
2012年登場型MEDALISTと2016年改良型e-POWER MEDALIST

2017年（平成29年）9月の一部改良では、新グレードとして「ブラックアロー」を追加（「S」・「e-POWER S」を除くすべてのグレードに設定）。外観はルーフやドアミラー、アウトサイドドアハンドルをブラック化し、ダークメタリック塗装の15インチアルミホイールを採用。内装ではトリム（ルーフトリム・ピラー等）をブラック化し、シートやドアトリムクロス、フィニッシャー類に専用カラーを設定した。併せて、「e-POWER X ブラックアロー」と「e-POWER MEDALIST ブラックアロー」には、インテリジェント クルーズコントロールやインテリジェントLI（車線逸脱防止支援システム）が標準装備される（なお、これらの装置は「e-POWER MEDALIST」にも標準装備されており、「e-POWER X」にはメーカーオプションで設定される）。
同年10月に正式設定が発表された特別仕様車「C-Gear」は、「X」「X FOUR」「e-POWER X」をベースに、フロントグリルをダーククロムに、サイドターンランプ付電動格納式リモコンカラードドアミラーをグロスブラックに、シートクロス（トリコット）はグリーン色をあしらった専用仕様にそれぞれ変更したほか、ダークメタリックのスタイリングガード（フロント・サイド・リア）やホイールアーチガーニッシュ、アクセントカラーのフィニッシャーを施したフォグランプ、専用ルーフモールを装備。また、ベース車ではオプション設定であるLEDヘッドランプ（ロービーム、オートレベライザー付、プロジェクタータイプ、LEDポジションランプ付）と185/65R15 88Sタイヤ&15インチアルミホイールも装備し、アルミホイールを本仕様車用にグロスブラックの専用デザインとした。さらに、「e-POWER C-Gear」には「e-POWER NISMO」同様に、タイヤとアルミホイール（ただし、アルミホイールのデザインは「C-Gear」専用となる）を16インチにサイズアップし、サスペンションと電動パワーステアリングに専用チューニングを、クロスバー（フロント・テール）、サスペンション、ステー（メンバー・センタートンネル）に補強をそれぞれ施し、ファインレスポンスVCMを装備した「ツーリングパッケージ」がオプションで設定される。なお、本仕様車はオーテックジャパンの扱いで、持ち込み登録となる。
2018年12月に発売された特別仕様車「C-Gear Limited」は、前述した「C-Gear」の装備内容に加え、ルーフスポイラー（車体色）と「日産オリジナルナビ取付パッケージ（リアスピーカー、GPSアンテナ、TVアンテナ、TVアンテナ用ハーネス）」を追加で特別装備したものである。
2019年10月に発表・発売された特別仕様車「Vセレクション」は「X」、「e-POWER X」、「e-POWER X FOUR」をベースに、ベースグレードではオプション設定となる装備が特別装備されており、3グレード共通で日産オリジナルナビ取付パッケージ+ステアリングスイッチが装備されるほか、「X Vセレクション」にはオートエアコン+外気温計とピアノ調フィニッシャー（センタークラスター+センタークラスターサイド）が、「e-POWER X Vセレクション」と「e-POWER X FOUR Vセレクション」にはLEDヘッドランプ、インテリジェント アラウンドビューモニター（移動物 検知機能付）、インテリジェント ルームミラー（インテリジェント アラウンドビューモニター表示機能付）がそれぞれ特別装備され、「e-POWER X Vセレクション」には「e-POWER X FOUR」に標準装備されているヒーター付ドアミラーも特別装備される。

#### マイナーチェンジによる改良点（日本仕様車）
- 2013年（平成25年）12月
  - アラウンドビューモニターにMOD（移動物検知）機能を追加。
  - 「S」「S DIG-S」を除く全グレードにスーパーUVカット断熱グリーンガラス（フロントドア）を標準装備化。
  - フロントカメラが前方の車両や歩行者、車線を検知し、車両や歩行者に衝突する危険がある場合や車線逸脱時にメーター内の警告灯とブザーで警告し、衝突前にドライバーが減速動作を行わなかった場合は緊急ブレーキを作動させるエマージェンシーブレーキ、LDW（車線逸脱警報）を装備し、同時にVDCも標準装備した「エマージェンシーブレーキ パッケージ」を「S」「S DIG-S」を除く全グレードに追加設定。
  - 寒冷地仕様[※ 9]を追加設定。
  - 欧州仕様のみの装備であった後席中央ヘッドレストを全車標準装備化。
  - 「MEDALIST」の一部仕様が変更され、フロントシルバーグリル、フロントメッキバンパーロアグリルフィニッシャー、フォグランプを新たに装備。リアには「MEDALIST」エンブレムを装着、シートの色味と折り模様を変更、オプション設定されている15インチアルミホイールのデザインも専用タイプのものとなる。

- 2014年（平成26年）10月

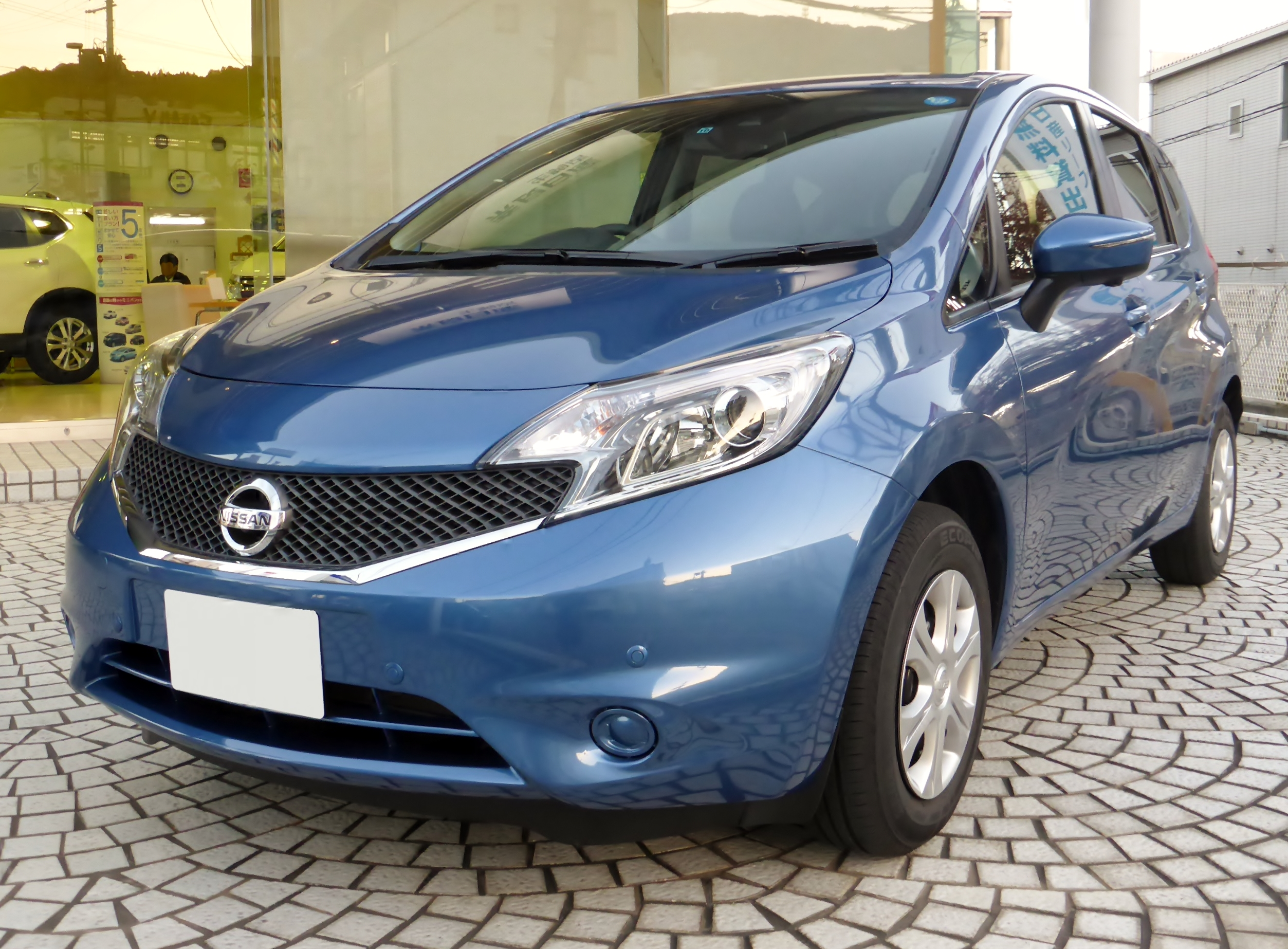
X Vセレクション（2014年10月 - 2015年7月）

  - 廉価グレードの「S」が廃止され、VDCやサイドターンランプ付ドアミラーを全車標準装備化。
  - ステアリングホイールのデザイン[※ 10]を変更。
  - LEDヘッドランプが「MEDALIST」に標準装備、X系グレードにオプション設定として追加。
  - これまで「MEDALIST」のみに設定された15インチアルミホイールとオートライトが「S DIG-S」を除く他のグレードに拡大適応[※ 11]となった。
  - 「エマージェンシーブレーキ パッケージ」を「MEDALIST」のみに集約する代わりに、X系とオーテックジャパン扱いの「エアロスタイル」にはエマージェンシーブレーキやLDWなどを標準装備した特別仕様車「Vセレクション+Safety」「エアロスタイルV+Safety」が追加された。本仕様車は先行発売されたセレナやデイズに続き設定されたものである。
  - オーテックジャパン扱いの「アクシス」及び「ライフケアビークル アンシャンテ」もベース車同様の改良が行なわれ、助手席側に乗降グリップ又はつり革グリップを装着した「アシストグリップ付車」を新たに設定。

- 2015年（平成27年）7月

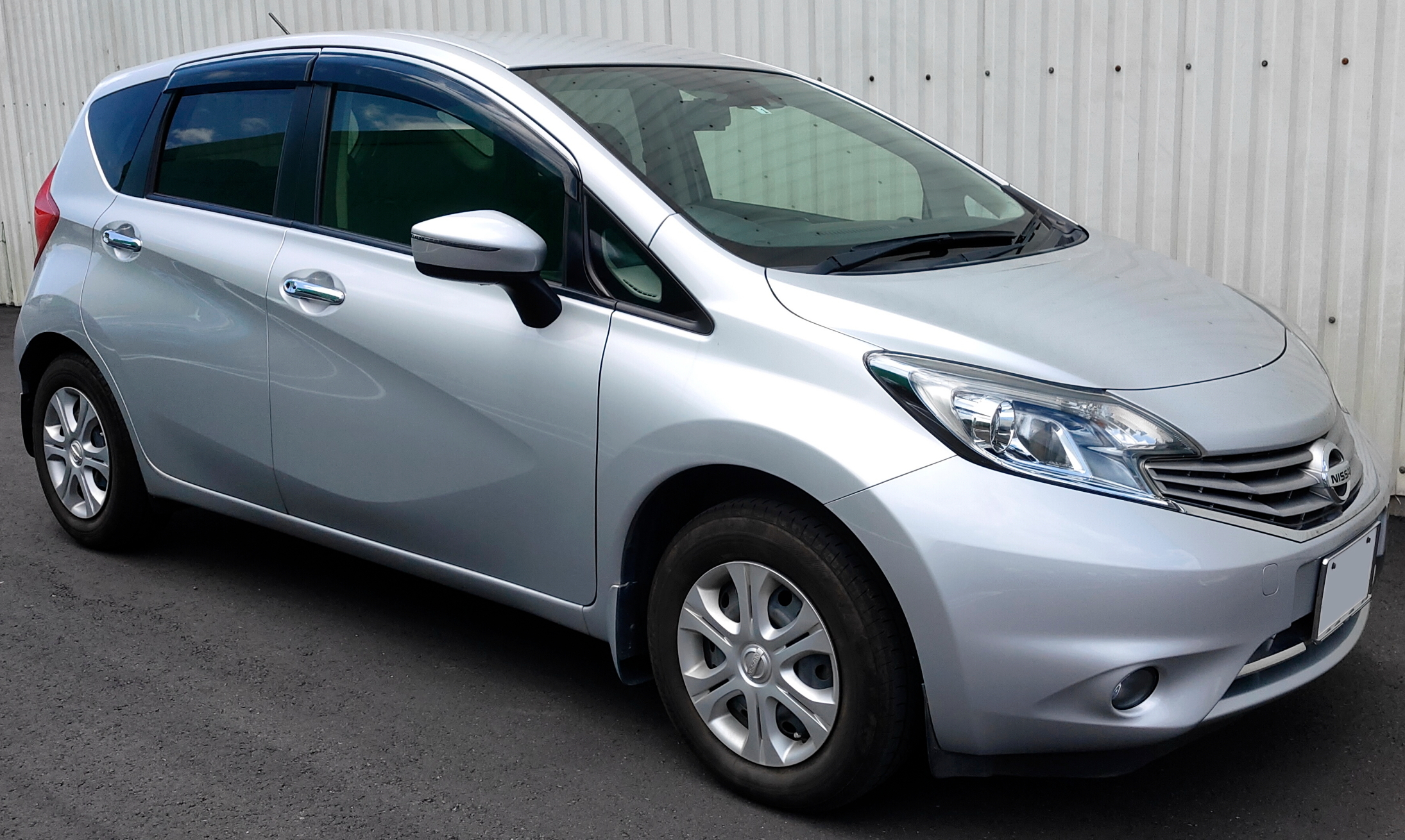
MEDALIST X（2015年7月-2016年10月）

  - 「S DIG-S」を「X DIG-S」に集約し、「X DIG-S シンプルパッケージ」へ名称変更。
  - 「MEDALIST」のみオプション設定されていたエマージェンシーブレーキとLDW（車線逸脱警報）を、「X DIG-S シンプルパッケージ」「NISMO」「NISMO S」を除く全車に標準装備化（X系統はレス化も可能）。
  - 「MEDALIST」へHR12DE型エンジン搭載車の「MEDALIST X」及び「MEDALIST X FOUR」を追加。
  - 「エアロスタイル」「NISMO」及びオーテックジャパン扱いの「ライダー」「アクシス」「ライフケアビークル アンシャンテ」へもベース車同様の改良が施された。

- 2016年（平成28年）11月
  - 「e-POWER」搭載車はHR12DEエンジン搭載車と同じグレード体系で、「e-POWER S」・「e-POWER X」・「e-POWER MEDALIST」の3グレードが設定される。
  - 「X DIG-S シンプルパッケージ」を廃止する替わりに、HR12DE型エンジン搭載の廉価グレード「S」を2014年10月の廃止以来、約2年ぶりに復活設定。
  - 4WD車に、インテリジェントアラウンドビューモニター（移動物検知機能付）、スマート・ルームミラー（インテリジェントアラウンドビューモニター表示機能付）、踏み間違い衝突防止アシスト、フロント&バックソナーを標準装備した「スマートセーフティエディション」を追加。「X FOUR スマートセーフティエディション」は「X FOUR」ではセットオプションとなるピアノ調センタークラスターフィニッシャー、シルバーフィニッシャー（シフトベース）、プッシュ式オートエアコン、外気温度計（メーター内ディスプレイ）も標準装備される。
  - オーテックジャパン扱いの「ライフケアビークル アンシャンテ」もベース車同様の改良を施したほか、助手席回転シートに「e-POWER X」を追加。装備面においても、スマート・ルームミラー（インテリジェントアラウンドビューモニター表示機能付）を一部グレードにオプション設定したほか、助手席バニティミラーを新たに装備した。

- 2017年（平成29年）9月

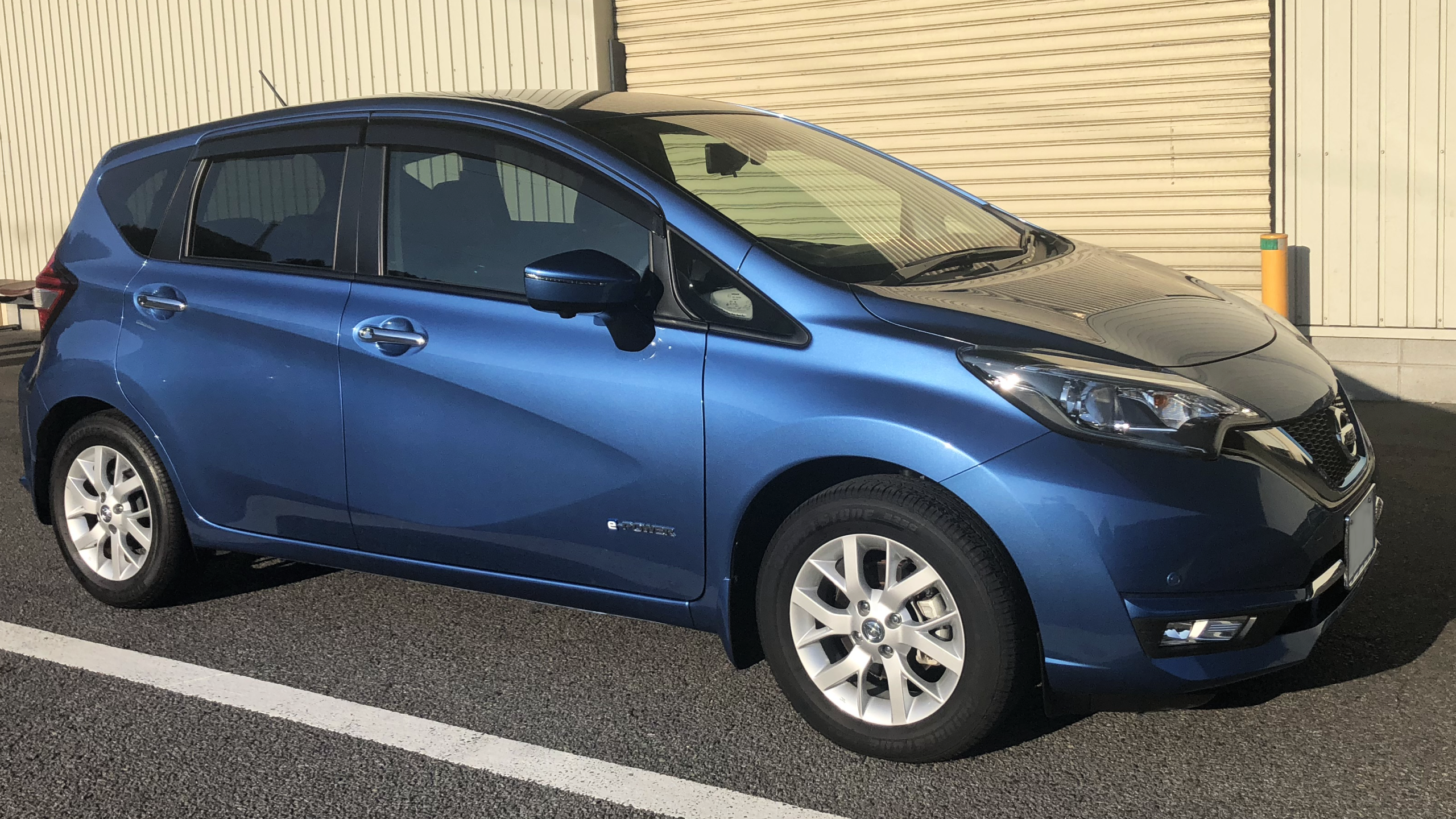
2017年9月仕様変更 e-POWER MEDALIST
（2017年9月 - 2018年7月）

  - 2トーン仕様の「ブラックアロー」追加。外装は、ブラックカラールーフ、アウトサイドドアハンドル、ダークメタリック塗装の15インチアルミホイール。インテリアでは、専用カラーシート、ドアトリムクロス、ダークシルバーフィニッシャー、内装トリム黒色化を行っている。
  - e-POWER「MEDALIST」、「ブラックアロー」には新たに設定した「インテリジェント クルーズコントロール」、「インテリジェント LI（車線逸脱防止支援システム）」を標準装備した。
  - 「踏み間違い衝突防止アシスト」をフロントカメラ連動、作動車速域を約25km/hまで拡大。前方の人に対しても作動するようにした（グレード別設定）。

- 2018年（平成30年）7月
  - 「e-POWER」搭載車に4WDが追加設定（追加グレードは「e-POWER X FOUR」「e-POWER MEDALIST FOUR」）
  - 「踏み間違い衝突防止アシスト」が「e-POWER S」を除く全グレードに標準装備化され、「e-POWER」の一部のグレード（ブラックアロー）に採用していた「インテリジェントクルーズコントロール」と「インテリジェントLI（車線逸脱防止支援システム）」をガソリン車にも拡大採用し、メーカーオプション設定が追加された。これに伴い、「X FOUR」と「MEDALIST  X FOUR」に設定されていた「スマートセーフティエディション」が廃止された。
  - 特別仕様車の「シーギア」にもe-POWER FOURが追加。オーテックジャパン扱いの「助手席回転シート」「助手席スライドアップシート」もベース車同様の仕様向上が行われた
  - オーテックジャパンのカスタマイズによる「AUTECH」を発売

#### ドレスアップモデル等
NISMO

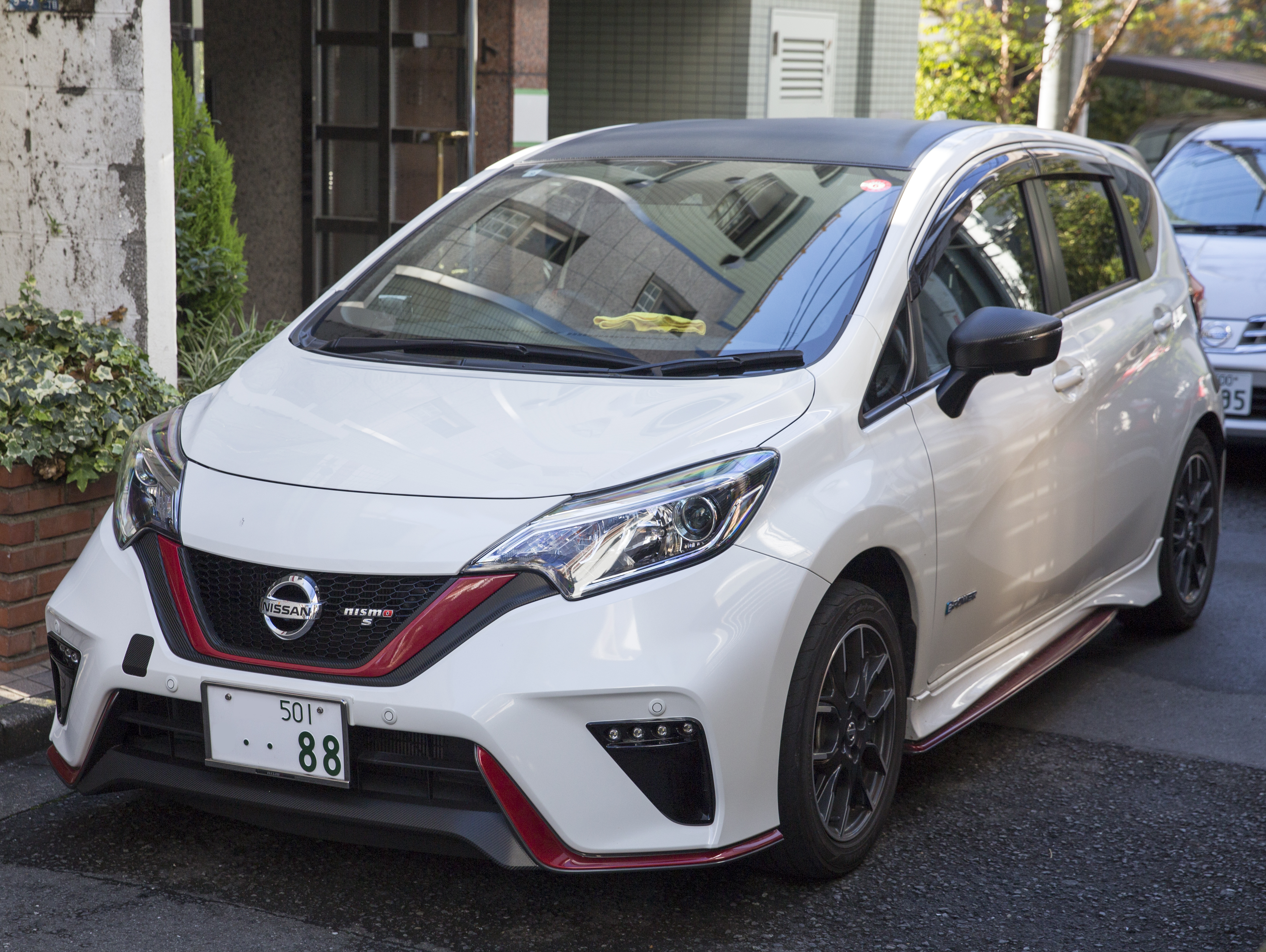
e-POWER NISMO S（2018年9月 - 2020年12月）

2014年（平成26年）10月に「NISMO」が追加された。既発売のジューク、マーチ、フェアレディZ、GT-Rに次いで5車種目となり、マーチNISMO同様、燃費重視の1.2L CVT車と「NISMO」専用チューンのエンジンを搭載した1.6L 5MT車「NISMO S」の2グレードが用意される。
両グレード共通で、フロント周り（グリル・バンパー）、サイドシルプロテクター、リア周り（バンパー・スポイラー）を専用デザインにするとともに、サイドターンランプ付電動格納式リモコンカラードドアミラーは専用のレッドを採用。また、車速感応式電動パワーステアリングや専用サスペンション、専用チューニングコンピューター（ECM）、フロアトンネルバーなどを採用し、車両全体でトータルチューニングを行った。「NISMO S」はそれらに加え、専用チューンを施したHR16DEエンジンと5速MTを組み合わせ、リアブレーキもベースグレードのドラムブレーキからディスクブレーキに変更されるなど走行性能面の強化が施されている。
2016年（平成28年）12月のマイナーチェンジでは、カタロググレード同様、フロントフェイスにVモーショングリルを採用するなど内外装デザインを刷新。「NISMO」にはインテリジェントエマージェンシーブレーキやLDW（車線逸脱警報）などの安全装備も追加された。マイナーチェンジに併せて追加された「e-POWER NISMO」は、専用のボディ補強や専用サスペンションを採用するとともに、専用チューニングコンピューター（VCM）を搭載し、ノーマルモードとSモードはNISMO専用設計を行った。ボディカラーは新たに「ガーネットレッドカラークリアパール」を追加し、5色展開となった。
2017年（平成29年）9月の一部改良では、「e-POWER NISMO」にインテリジェント クルーズコントロールとインテリジェントLI（車線逸脱防止支援システム）のオプション設定が追加された。

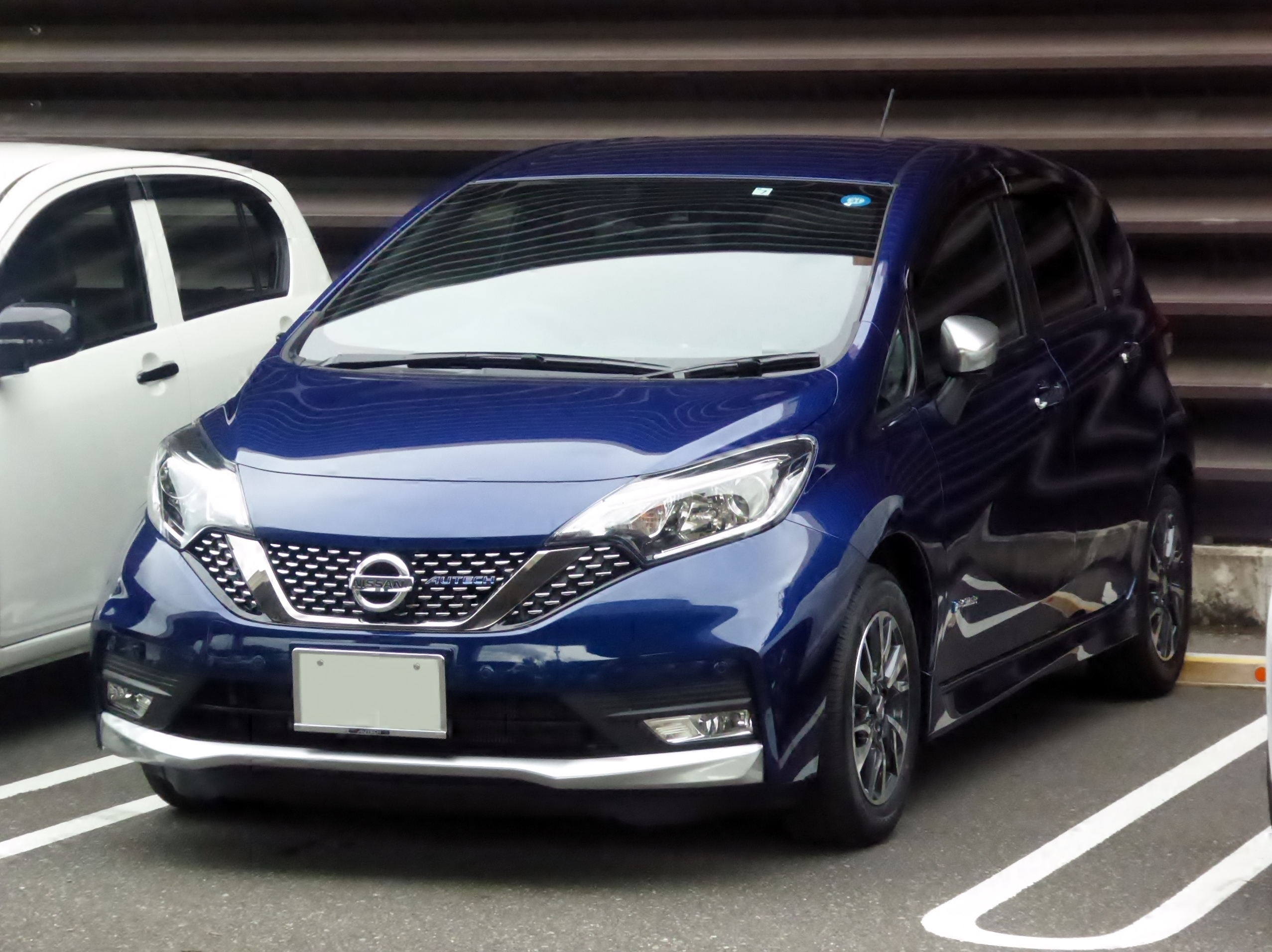
2018年7月販売型 e-POWER AUTECH

2018年（平成30年）7月の仕様向上では、「NISMO」・「e-POWER NISMO」に「踏み間違い衝突防止アシスト」が標準装備された。
同年9月に追加発売された「e-POWER NISMO S」は、インバータとコンピュータ（VCM）に専用チューニングが施され、減速機も強化されたことで、モーターにおいて、最高出力100kW・トルク320N・mの高出力・高トルク仕様となり、e-POWER専用のドライブモード設定である「S」「ECO」モードにも「B」レンジを設定。フロントとリアに装着の専用エンブレムが既存の「NISMO S」と同じものとなり、LEDヘッドランプ（ロービーム、オートレベライザー付、プロジェクタータイプ、LEDポジションランプ付）が追加装備された。
2019年（令和元年）10月に発表された特別仕様車「NISMO Black Limited」は「NISMO S」・「e-POWER NISMO」・「e-POWER NISMO S」をベースに、ボンネットやルーフをブラックにするとともに、シャークフィンアンテナ・ルーフスポイラー・ドアミラーなどの外観パーツもブラック化された。また、ベースグレードではオプション設定となるLEDヘッドランプ、インテリジェント クルーズコントロール（「NISMO S Black Limited」を除く）、ナビ取付パッケージなどが標準装備された。
「NISMO S」は型式指定を受けておらず改造車扱いとなっており、型式は「E12改」となっている。また、「NISMO」のNISMO専用チューニングRECARO製スポーツシート<前席>付車及び「e-POWER NISMO」・「e-POWER NISMO S」は、「NISMO S」同様に持ち込み登録となる。
ライダー
オーテックジャパンが扱うカスタムカーとして、E11型から引き続きライダーが設定される。X系グレードをベースに、外装部品としてフロントには専用グリルと光輝モール付専用バンパーを採用し、専用15インチ光輝モールアルミホイール、プロテクター（サイドシル・リアアンダー）、専用エンブレム（Rider/AUTECH）が装備される。インテリアにはシート地やドアトリムに格子柄ニットを採用し、シルバーフィニッシャー付の本革巻3本スポークステアリングホイールが装備される。

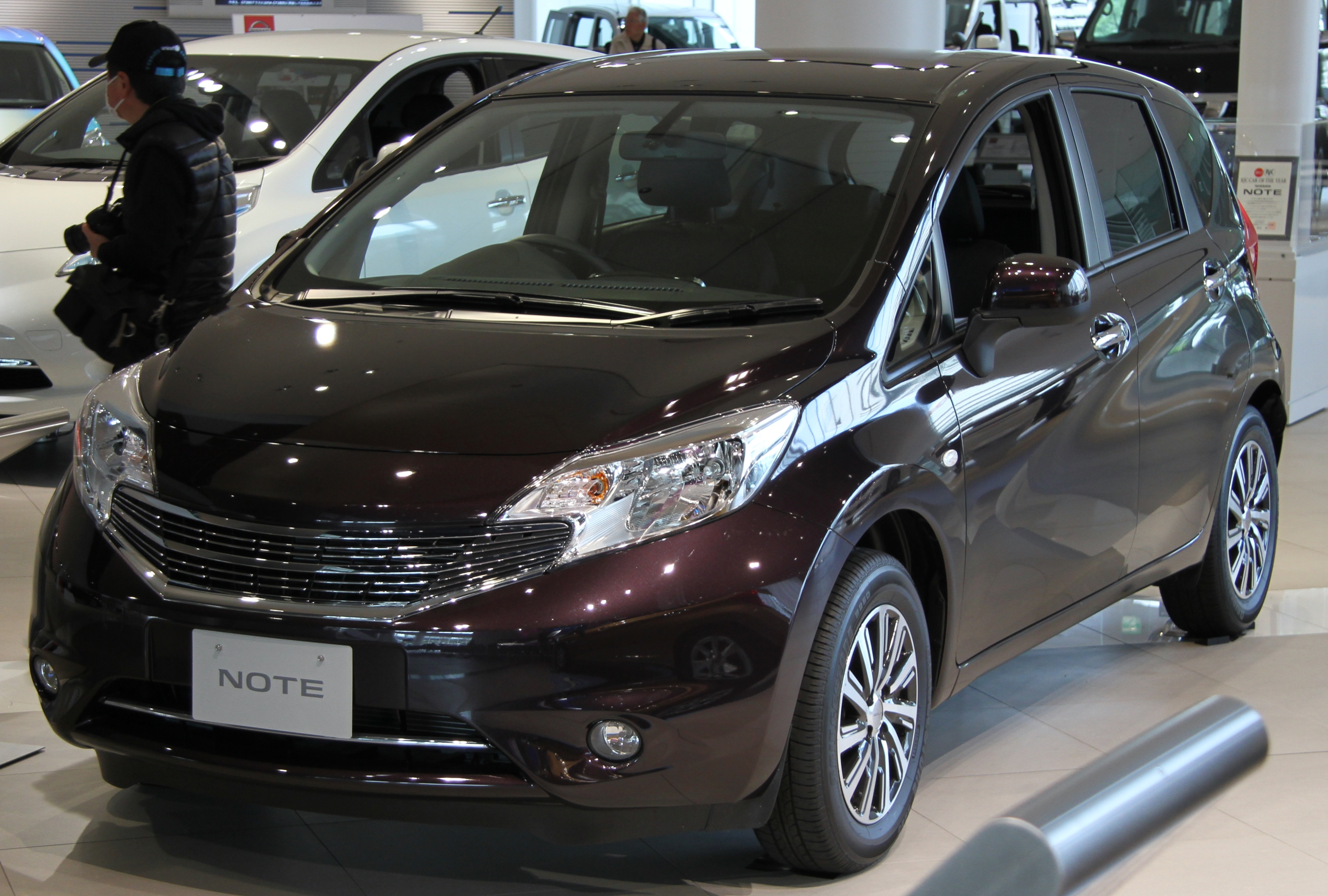
2012年9月販売型 アクシス
（2012年9月 - 2013年12月）

2013年（平成25年）12月には、フロントグリル・バンパーモール・バックドアモールをダーククロム、専用エンブレム（Rider/AUTECH）をダークにそれぞれ変更し、専用ルーフスポイラーを追加装備した「ライダー ブラックライン」が追加された。
2014年（平成26年）10月のマイナーチェンジでは、ライダーシリーズのHR12DDR型エンジン搭載車に専用チューニングコンピューター（ECM）が新たに搭載されている。
2016年（平成28年）11月のマイナーチェンジで「モード・プレミア」と入れ替わる形で販売終了。
アクシス
2013年（平成25年）1月にはE11型では設定されなかったアクシスも追加された。ちなみに、先代のC11型ティーダには設定された為、ティーダアクシスの後継車となっている。こちらは「X DIG-S」、「X FOUR」をベースに、フロントバンパーグリルフィンやアウトドアサイドドアハンドルにメッキ加飾が施され、内装にはギャザーやパイピング（縁取り）を施した専用本革シートや木目調のセンタークラスターフィニッシャーが採用された。また、「アクシス」には運転席&後席アームレスト、フォグランプ、リア2スピーカー、オゾンセーフフルオートエアコン、助手席シートバックポケットも追加装備され、メーター内ディスプレイに外気温度計が追加されたほか、「X DIG-S」ベース車ではオートライトシステムも追加装備された。
2015年（平成27年）7月のマイナーチェンジで、「X DIG-S」ベース車にLEDヘッドランプを標準装備化した。
2016年（平成28年）11月のマイナーチェンジで「モード・プレミア」と入れ替わる形で販売終了。
モード・プレミア
2016年（平成28年）11月のマイナーチェンジに合わせて設定された。エクステリアやインテリアの高級感を高めたカスタムカーで、2015年（平成27年）に設定されたエクストレイルに次いで2車種目。
「e-POWER」搭載車の「e-POWER X」を含むすべての「X」系グレードをベースに、外観は2014年（平成26年）10月改良型と同じメッシュデザインのフロントグリル、フロントバンパー、サイドターンランプ付電動格納式リモコンカラードドアミラー、リヤバンパーフィニッシャーにメタル調フィニッシュを施し、フォグランプ、専用エンブレムを装備。また、切削光輝の15インチアルミホイールを「e-POWER X」ベース車に標準装備、その他のベース車にメーカーオプション設定した。内装はグレージュ又はブラックが選択可能なコンビシート（スエード調トリコット/トリコット）、ドアトリムクロス、運転席アームレストで構成された専用インテリアを採用するとともに、本革巻3本スポークステアリング（本革&ステッチ専用色）、シルバーフィニッシャー（センタークラスターサイド、パワーウインドウスイッチ）、ピアノ調エアコン吹出し口を採用。オートエアコンも装備した。
また、「e-POWER X」ベース車には、専用セットオプションとして「ツーリングパッケージ」も設定。「e-POWER」の走行性能を制御するVCMに専用チューニングを施して加速時の反応や追従走行時の伸びやかさを向上させたファインレスポンスVCMを採用したほか、サスペンションと電動パワーステアリングのチューニングやボディ補強を行い、タイヤとアルミホイールを16インチにサイズアップした。
2017年（平成29年）9月の一部改良では、「e-POWER モード・プレミア」において、「e-POWER NISMO」同様にインテリジェント クルーズコントロールとインテリジェントLI（車線逸脱防止支援システム）のオプション設定を追加したほか、「モード・プレミア」全車にハイビームアシストを標準装備した。
2018年（平成30年）7月の一部改良で「AUTECH」と入れ替わる形で販売終了となった。
AUTECH
2018年（平成30年）7月の一部改良から発売開始。NISMOと双璧を成すプレミアムスポーティ志向のカスタマイズカーで、セレナに次いで2車種目。「X」グレードのうち、「X DIG-S」を除く全車（X / X FOUR / e-POWER X / e-POWER X FOUR）がベースで、エクステリアはメタル調フィニッシュを施した専用フロントグリル、バンパー、リヤバンパーフィニッシャー等で上質と先進性を表現し、インテリアはAUTECHのシンボルカラーであるブルーを本革ステアリングやシートにあしらう。
また、「e-POWER AUTECH」には更にボディ補強に加え専用アルミホイール、専用チューニングを行ったサスペンションとパワーステアリング、心地よい加速フィーリングを実現したファインレスポンスVCM（専用チューニングコンピュータ）を追加した「e-POWER AUTECH SPORTS SPEC」が設定されている。ボディカラーには、「AUTECH」専用色の「オーロラフレアブルーパール」を含む全7色が設定された。
2019年1月に追加された「プレミアムパーソナライゼーションプログラム」はe-POWER搭載グレードの「e-POWER AUTECH」、「e-POWER AUTECH SPORTS SPEC」、「e-POWER AUTECH FOUR」に設定されており、適応した場合、シートが全席レザレットシートとなり、後席アームレストとカップホルダー2個が追加装備される。シートカラーはストーンホワイト、ブラウン、ブラックの3色から選択可能となっている。さらにオプションで本革巻きステアリングの青色箇所をシートカラーと同じストーンホワイト・ブラウン・ブラックの3色から、ステッチの縫製パターンを3種からそれぞれ選択することが可能である。なお、職人の手により一台一台丁寧な手作業で仕立てるため、完全受注生産となる。

### 香港仕様車
香港市場では香港日産により日本仕様車と同様の「X DIG-S」の1グレードのみが販売されるが、日本仕様車ではオプション設定となる15インチアルミホイールが標準装備される。
2016年11月、日本仕様にほぼ準ずる改良が施されたが、e-POWERは設定されず、引き続き「X DIG-S」同等の1グレード販売となる。

### 欧州仕様車

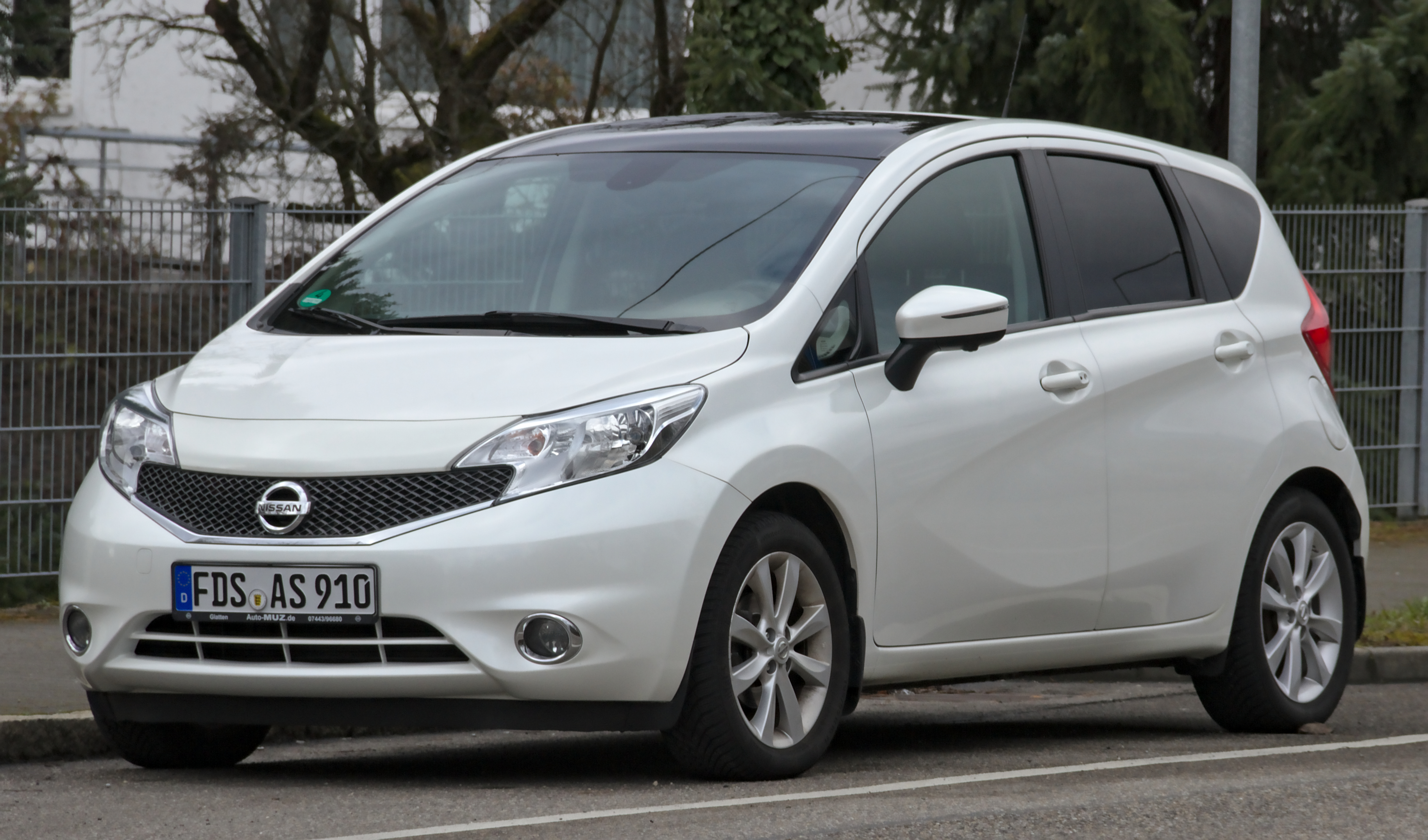
欧州仕様車

欧州仕様車は「Visia」「Acenta」「Tekna」の3グレードが用意される。中間グレードの「Acenta」には「Visia」の装備に加えてエアコンや後部パワーウインドウなどが追加装備され、「Tekna」にはさらにインテリジェントキーシステムやアラウンドビューモニターなどが装備される。
なお、後席スライド機構やグラスルーフが用意されるのは欧州仕様のみとなる。2018年、パルサーと共にマイクラに統合され、ラインナップから消滅した。

### 米国仕様車

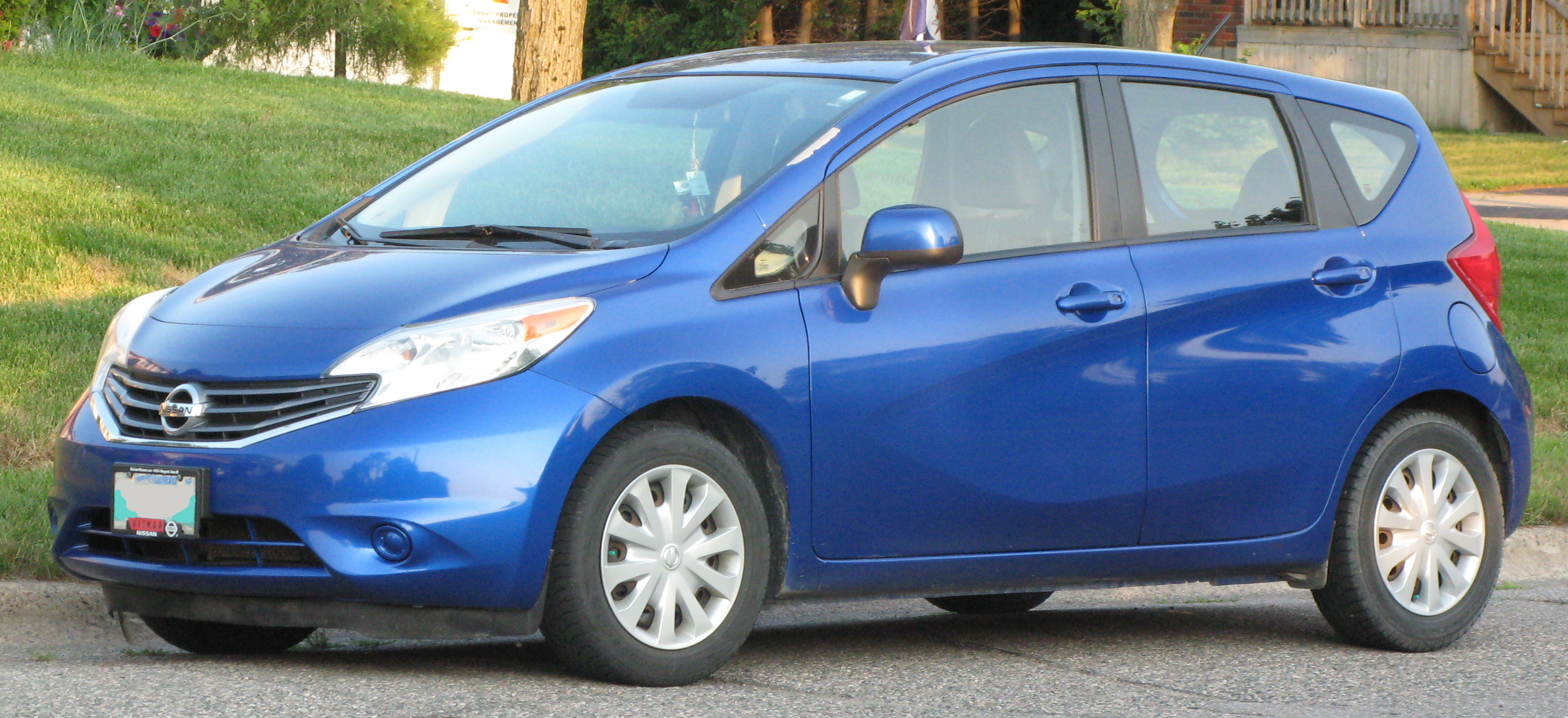
米国仕様車

北米仕様車には「S」「S+」「SV」の3グレードが用意され、2014年以降からは「SL」と「SR」が加わった全5グレード展開となる。「S」は5速MTとCVT、それ以外のグレードはCVTのみと組み合わせられる。南米仕様車には「sense」「advance」の2グレードが用意され、どちらも5速MTかCVTが選択できる。
欧州仕様や日本仕様とは内装の仕様が若干異なり、インパネ中央部がヴァーサセダン（日本名ラティオ）と似通った意匠のものに変更（エアコン吹き出し口が角型）され、後席に大型ヘッドレストとリクライニング機構が追加されるが中央席ヘッドレストは日本仕様の初期型同様に省略される。2019年をもって販売を終了。これによりヴァーサはセダンタイプのみとなった。

## 年表
- 2012年（平成24年）
  - 7月16日 - 横浜市の大さん橋で新型グローバルコンパクトカーを世界初公開。その際、日本国内では2代目ノートとして同年9月に発売されることがアナウンスされる。
  - 9月3日 - 日本市場において販売開始。キャッチフレーズは「どんな未来も載せられる。」。CMキャラクターには企業CMにも出演していた嵐の二宮和也を起用。
  - 11月13日 - 2013年次RJCカー・オブ・ザ・イヤーを受賞[25]。
- 2013年（平成25年）
  - 1月17日 - オーテックジャパン扱いのカスタムカー「アクシス」を追加（2月6日販売開始）[26]。
  - 7月19日 - 特別仕様車「エアロスタイル」を発売。
  - 12月25日 - マイナーチェンジ[27]。
- 2014年（平成26年）
  - 7月23日 - 「NISMO」、「NISMO S」を同年秋に発売することを発表し、車両外観が公開された[28]。
  - 10月10日 - 2度目のマイナーチェンジ[29]。同日、「NISMO」、「NISMO S」が発売[30]。
- 2015年（平成27年）
  - 7月7日 - 3度目のマイナーチェンジ[31]。
  - 11月11日 - 一部仕様向上及び特別仕様車「ブランナチュール インテリア」を発売[32]。
- 2016年（平成28年）
  - 1月1日 - 近年の為替レート変動による原材料や部品価格、物流コストの高騰に伴う希望小売価格の改定を実施。グレードにより税込15,120円 - 22,680円の値上げを行った[33]。
  - 5月11日 - 特別仕様車「Vセレクション+Safety II」を発売[34]。
  - 10月24日 - 生産拠点を苅田から追浜へ移管し[35]、同年11月2日正式発表予定の改良型の生産開始記念式典を開催[36]。
  - 11月2日 - 4度目のマイナーチェンジ。キャッチフレーズは「電気自動車のまったく新しい形。」で、CMキャラクターは企業CMにも出演している矢沢永吉を起用。今回改良にて「e-POWER」搭載車を追加。同時に「モード・プレミア」の追加を発表（「モード・プレミア」は12月12日販売開始）。併せて、「e-POWER NISMO」が12月に発売予定であることも発表された[37]。
  - 12月6日 - 11月の販売台数が15,874台であったことが発表され、軽自動車を含めた全車種で販売台数が首位となった。日産車が月間販売台数ランキングの首位を獲得するのは、1986年9月のサニー（B12型、トラッドサニー）以来30年2か月ぶりとなる。
  - 12月8日 - 「NISMO」・「NISMO S」をマイナーチェンジし、同年11月のマイナーチェンジ時に予告していた「e-POWER NISMO」の追加を正式に発表（12月12日販売開始）[38]。
- 2017年（平成29年）
  - 7月6日 - 2017年上半期（2017年1月～6月）の販売台数が84,211台を記録し、コンパクトセグメント（総排気量1600cc以下の小型・普通乗用車）において第1位を獲得したことが発表[39]。
  - 9月1日 - 一部改良（「NISMO」は10月17日販売開始）。同時に、SUVテイストの「クロスギア」を秋に発売することも発表[40]。
  - 10月30日 - 同年9月の一部改良時に予告されていた「クロスギア」について、名称を「C-Gear（シーギア）」に改め、特別仕様車として正式設定された[41]。尚、「C-Gear」はフェンダーアーチモールを採用するため、全幅は1705mmとなるが、持ち込み登録は10mm以下は切り捨てとなるため、5ナンバー登録のままである。
- 2018年（平成30年）
  - 1月16日 - 2017年暦年（2017年1月 - 12月）の販売台数が138,905台を記録し、コンパクトセグメントにおいて第1位を獲得したことが発表[42]。
  - 4月5日 - 2017年度（2017年4月 - 2018年3月）の販売台数が131,119台を記録し、2017年暦年に続いてコンパクトセグメントにおいて第1位を獲得したことが発表され、特に、2018年1月からの3ヶ月間は登録車の月間販売台数が第1位となった。なお、日産車が年度でのコンパクトセグメント第1位となったのは、1997年のマーチ（K11型）以来、20年ぶりとなった[43]。
  - 7月5日 - 一部改良及びe-POWERに4WD採用の新グレードを設定[44]。同時にカスタマイズカー「AUTECH」を発売。併せて、2018年上半期（2018年1月～6月）の販売台数が73,380台を記録し、登録車販売台数で第1位を獲得したことが発表された。日産車が上半期の登録車販売台数で1位となったのは、1970年のサニー（B110型）以来、48年ぶりとなった[45]。
  - 9月25日 - 「e-POWER NISMO S」を追加発売[46]。
  - 12月10日 - 特別仕様車「C-Gear Limited」が発売[47]。
- 2019年（平成31年/令和元年）
  - 1月10日 - 2018年暦年（2018年1月～12月）の販売台数が136,324台を記録し、日本国内における登録車販売ランキングで第1位を獲得したことを発表。暦年における年間販売台数第1位を日産車が獲得したのは日本自動車販売協会連合会による統計史上初となった[48]。
  - 1月11日 - 「AUTECH」に「プレミアムパーソナライゼーションプログラム」を追加設定[49]。
  - 4月4日 - 2018年度（2018年4月～2019年3月）の販売台数が131,760台を記録し、日本国内における登録車販売ランキングで第1位を獲得したことが発表された。年度における年間販売台数第1位を日産車が獲得したのは、1968年度のブルーバード（510型）以来、50年ぶりとなった[50]。
  - 10月7日 - 特別仕様車「NISMO Black Limited」を発表（11月発売）[51]。
  - 10月28日 - 特別仕様車「Vセレクション」が発売[52]。
- 2020年（令和2年）
  - 1月10日 - 2019年暦年（2019年1月～12月）の販売台数が118,472台を記録し、暦年として3年連続でコンパクトセグメント第1位を獲得したことが発表[53]。
  - 10月中旬 - 日本市場でE12型ノートが生産終了。
  - 11月24日 - 日本市場でE13型ノートの公式発表（同年12月23日発売開始予定）[54]に伴い、e-POWERモデルが販売終了。また、ガソリンモデルは流通在庫分のみの販売となり在庫がなくなり次第、販売終了となる。なお、日本市場におけるE12型ノートのガソリンモデルは本世代をもって廃止、販売終了後は既存のK13型マーチが直接的な代替車種となる。
- 2021年（令和3年）8月下旬 - ガソリンモデルの販売を終了。
- 2022年（令和4年）12月1日 - e-POWER NISMO Sが走行不能となるおそれがあるとして国土交通省にリコールを届け出た[55]。リチウムイオンバッテリー内部ヒューズの仕様設定が不適切なため。